# Nicaenska trosbekännelsen

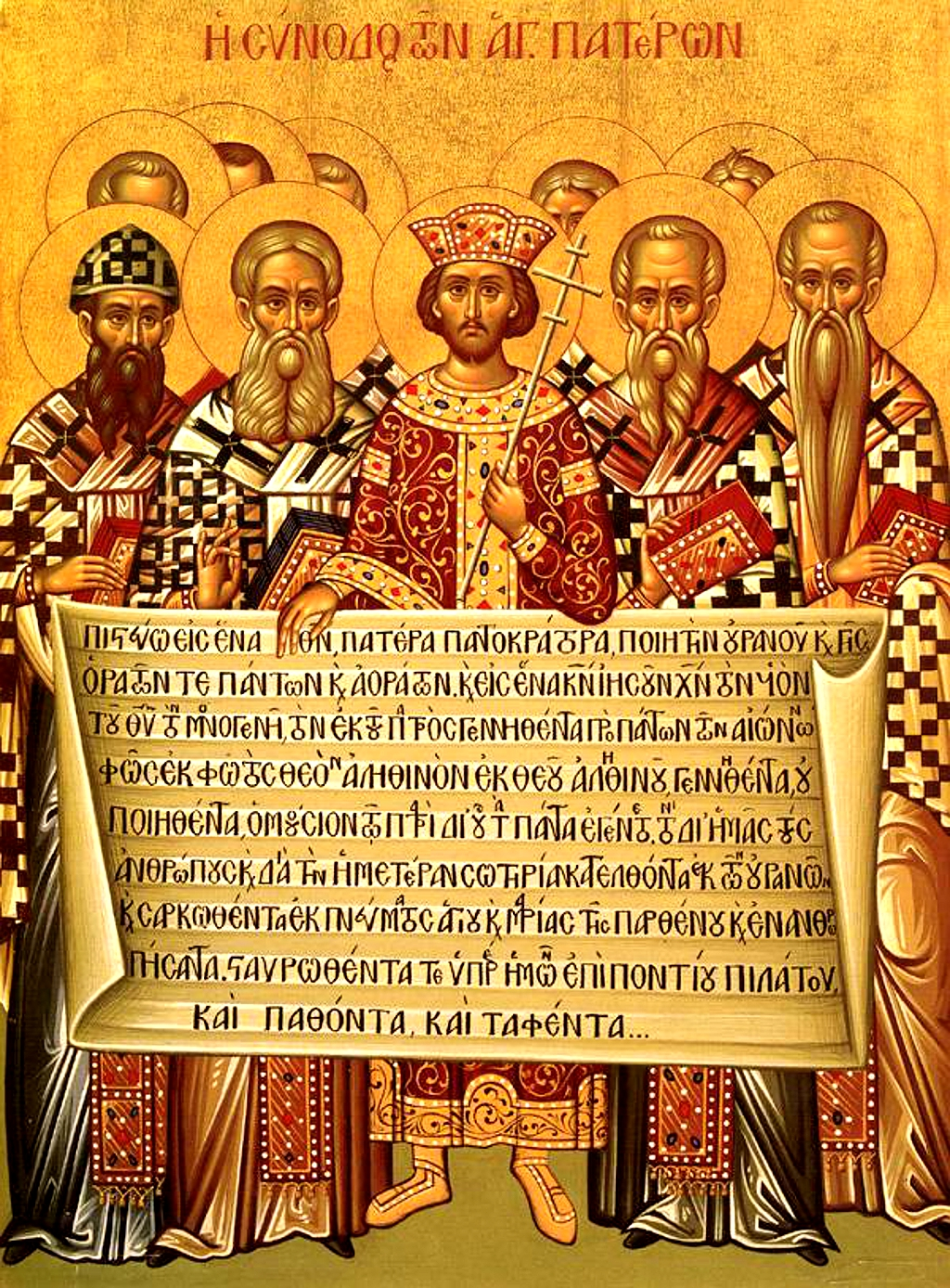
Ikon föreställande det första konciliet i Nicaea.

Den nic(a)enska trosbekännelsen (grekiska: Σύμβολο της Πίστεως; latin: Symbolum Nicaeum; kyrkslaviska: Нїке́йскїй Сѷмво́лъ вѣ́ры), också kallad Credo (eftersom den på latin inleds med detta ord), är en kristen trosbekännelse, som, sånär som på två ord, är gemensam för både västliga och östliga kyrkor. I Svenska kyrkan, där den apostoliska trosbekännelsen är vanligast, används den nicaenska trosbekännelsen främst under högtider.  Den är en av de tre ekumeniska trosbekännelserna.
Trosbekännelsen, som antogs vid det första konciliet i Nicaea år 325 och utvidgades vid det andra konciliet i Konstantinopel år 381, heter nicaeno-konstantinopelska trosbekännelsen. Den används idag i de Östliga ortodoxa kyrkorna. Västkyrkan har ändrat den ursprungliga trosbekännelsen genom att lägga till "filioque" - av Sonen och menar att Den Helige Anden utgår inte bara från Fadern utan även från Sonen. Denna ändring blev orsaken till den stora schismen år 1054.

## Filioque
En förändring i denna trosbekännelse, under punkt tre nedan, vidtogs i västkyrkan, till att börja med dock mot påvens rekommendation. Enligt tillägget utgår Anden från både Fadern och Sonen, det så kallade filioque-tillägget, vilket kan ses som ett försvar av kyrkans lära gentemot arianismen. Detta kom att åberopas som en av orsakerna till den avgörande schismen mellan Romersk-katolska kyrkan och den Östortodoxa kyrkan. De östortodoxa kyrkorna har hållit fast vid den ursprungliga ordalydelsen, men på senare tid har de ekumeniska samtalen kommit att hamna mer på en semantisk, språklig, nivå. 

## Trosbekännelsens lydelse

### Trosbekännelsen på svenska och latin
| Den nicenska (nicensk-konstantinopolitanska) trosbekännelsen |  | Symbolum Nicaenum Constantinopolitanum |
| |  | |
| Jag tror på en enda Gud, allsmäktig Fader, skapare av himmel och jord, av allt, både synligt och osynligt. Och på en enda Herre, Jesus Kristus, Guds enfödde Son, född av Fadern före all tid, Gud av Gud, ljus av ljus, sann Gud av sann Gud, född och icke skapad, av samma väsen som Fadern, på honom genom vilken allt blev till; som för oss människor och för vår frälsnings skull steg ner från himlen. och blev kött genom den Helige Ande av jungfrun Maria och blev människa. och som blev korsfäst för oss under Pontius Pilatus , led och blev begravd, som uppstod på tredje dagen i enlighet med skrifterna, steg upp till himlen, sitter på Faderns högra sida och skall återkomma i härlighet för att döma levande och döda, och vars rike aldrig skall ta slut. |  | Credo in unum Deum, Patrem omnipoténtem, factórem caeli et terrae, visibílium ómnium et invisibílium. Et in unum Dóminum Iesum Christum, Filium Dei unigénitum, et ex Patre natum ante ómnia saecula: Deum de Deo, lumen de lúmine, Deum verum de Deo vero, génitum, non factum, consubstantiálem Patri, per quem ómnia facta sunt, qui propter nos hómines et propter nostram salútem descéndit de caelis, et incarnátus est de Spíritu Sancto ex María Vírgine et homo factus est. Crucifíxus étiam pro nobis sub Póntio Piláto, passus et sepúltus est, et resurréxit tértia die secúndum Scriptúras et ascéndit in caelum, sedet ad déxteram Patris, íterum ventúrus est cum glória iudicáre vivos et mórtuos, cuius regni non erit finis. |
| Och på den Helige Ande, som är Herren och ger liv, som utgår av Fadern och Sonen, som tillsammans med Fadern och Sonen blir tillbedd och förhärligad, och som talade genom profeterna. Och på en enda, helig, katolsk och apostolisk kyrka. Jag bekänner ett enda dop till syndernas förlåtelse och väntar på de dödas uppståndelse och den kommande världens liv. Amen. |  | Et in Spiritum Sanctum Dóminum et vivificántem, qui ex Patre Filióque procédit, qui cum Patre et Fílio simul adorátur et conglorificátur, qui locútus est per prophétas. Et unam, sanctam, cathólicam et apostólicam Ecclésiam. Confíteor unum baptísma in remissiónem peccatórum. Et exspécto resurrectiónem mortuórum et vitam ventúri sáeculi. Amen. |

### Trosbekännelsen enligt svenska Frikyrkorådets översättning
I Psalmer och sånger 2003, utgiven av svenska Frikyrkosamrådet, används följande översättning:

NICENSKA TROSBEKÄNNELSEN
Vi tror på en enda Gud, allsmäktig Fader, skapare av himmel och jord, av allt synligt och osynligt. Vi tror på en enda Herre, Jesus Kristus, Guds ende Son, född av Fadern före all tid, ljus av ljus, sann Gud av sann Gud, född, inte skapad, av samma väsen som Fadern, på honom genom vilket allt blev till; som för oss människor och vår frälsning steg ner från himlen, blev människa av kött och blod genom den heliga Anden och Jungfrun Maria, korsfästes för vår skull under Pontius Pilatus, led döden och begravdes, uppstod på tredje dagen i enlighet skrifterna, steg upp till himlen, sitter på Faderns högra sida och skall återvända i härlighet för att döma levande och döda, och vars välde aldrig skall ta slut. Vi tror på den heliga Anden, som är Herre och ger liv, som utgår från Fadern, som tillbeds och äras med Fadern och Sonen och som talade genom profeterna. Vi tror på en enda helig, universell* och apostolisk kyrka. Vi erkänner ett enda dop, till syndernas förlåtelse. Vi väntar på de dödas uppståndelse och den kommande världens liv. Amen. 
*"Universell" kan ersättas med "katolsk" eller "världsvid".

### Trosbekännelsen i Svenska kyrkans kyrkohandbok
Här nedan återges texten till trosbekännelsen i den svenska översättning som används i Svenska kyrkan. Texten finns i Den svenska psalmboken 2003.
Jag tror på en enda Gud, allsmäktig Fader, skapare av himmel och jord, av allt vad synligt och osynligt är; och på en enda Herre, Jesus Kristus, Guds enfödde Son, född av Fadern före all tid, Gud av Gud,  ljus av ljus, sann Gud av sann Gud, född och icke skapad, av samma väsen (grek. ὁμοούσιος) som Fadern, på honom genom vilken allting är skapat; som för oss människor och för vår salighets skull har stigit ned från himmelen och tagit mandom genom den Helige Ande av jungfrun Maria och blivit människa; som ock har blivit för oss korsfäst under Pontius Pilatus, lidit och blivit begraven; som på tredje dagen har uppstått, efter skrifterna, och stigit upp till himmelen och sitter på Faderns högra sida; därifrån igenkommande i härlighet till att döma levande och döda, på vilkens rike icke skall varda någon ände; och på den helige Ande, Herren och livgivaren, som utgår av Fadern och Sonen, på honom som tillika med Fadern och Sonen tillbedes och äras och som har talat genom profeterna; och på en enda, helig, allmännelig och apostolisk kyrka. Jag bekänner ett enda dop, till syndernas förlåtelse, och förväntar de dödas uppståndelse och den tillkommande världens liv. Amen.  
I originalversionen från år 381 ingår inte orden i – ”Gud av Gud” samt ”och Sonen” (latin filioque). I västkyrklig tradition inkluderas däremot dessa ord
Enligt Kyrkoordningen för Svenska kyrkan kan under vissa förutsättningar vid en ekumenisk gudstjänst tillsammans med en ortodox församling använda den nicenska trosbekännelsen med uteslutande av orden ”och Sonen” (filioque). (18 kap. Gudstjänstböcker, § 7)

### Trosbekännelsen i den finlandssvenska kyrkohandboken
Nicenska trosbekännelsens ordalydelse i Finlands evangelisk-lutherska kyrkas svenska kyrkohandbok
Vi tror på en enda Gud, den allsmäktige Fadern, skaparen av himmel och jord, av allt synligt och osynligt.) Vi tror på en enda Herre, Jesus Kristus, Guds ende Son, född av Fadern före all tid, Gud av Gud, ljus av ljus, sann Gud av sann Gud, född, inte skapad, av samma väsen som Fadern, på honom genom vilken allt har blivit till, som för oss människor och vår frälsning steg ner från himlarna, blev människa av kött och blod genom den heliga Anden och jungfrun Maria, korsfästes för vår skull under Pontius Pilatus, led döden och begravdes, uppstod på tredje dagen i enlighet med skrifterna, steg upp till himlarna, sitter på Faderns högra sida och skall återvända i härlighet för att döma levande och döda, och vars välde aldrig skall ta slut. Vi tror på den heliga Anden, Herren och livgivaren, som utgår av Fadern och Sonen, som tillbeds och äras med Fadern och Sonen och som har talat genom profeterna. Vi tror på en enda, helig, allmännelig och apostolisk kyrka. Vi bekänner ett enda dop till syndernas förlåtelse, vi förväntar de dödas uppståndelse och den kommande världens liv.

### Trosbekännelsen på kyrkslaviska

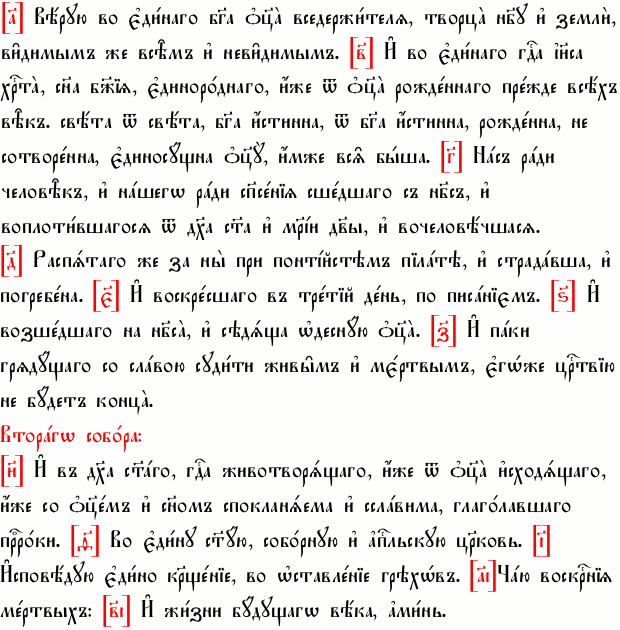